# Стюардсон Тауншип (округ Поттер, Пенсільванія)
Стюардсон Тауншип (англ. Stewardson Township) — селище (англ. township) в США, в окрузі Поттер штату Пенсільванія. Населення — 62 особи (2020).

## Демографія
Згідно з переписом 2010 року, у селищі мешкали 74 особи в 44 домогосподарствах у складі 17 родин. Було 327 помешкань
Расовий склад населення:
| - 100,0 % — білих |

До двох чи більше рас належало 0,0 %. Частка іспаномовних становила 0,0 % від усіх жителів.
За віковим діапазоном населення розподілялося таким чином: 8,1 % — особи молодші 18 років, 58,1 % — особи у віці 18—64 років, 33,8 % — особи у віці 65 років та старші. Медіана віку мешканця становила 60,5 року. На 100 осіб жіночої статі у селищі припадало 117,6 чоловіків;  на 100 жінок у віці від 18 років та старших — 126,7 чоловіків також старших 18 років.
Цивільне працевлаштоване населення становило 8 осіб. Основні галузі зайнятості: транспорт — 37,5 %, виробництво — 25,0 %, мистецтво, розваги та відпочинок — 12,5 %, освіта, охорона здоров'я та соціальна допомога — 12,5 %.